# Iglesia de San Juan (Fano)
La iglesia de San Juan Evangelista es un templo católico de la parroquia asturiana de Fano, en Gijón (España).

## Descripción
Se trata de un templo de origen románico, conservando como testimonio de este estilo únicamente su portada, probablemente del siglo XII. En este lugar hubo un monasterio benedictino, siendo ésta su iglesia. La portada románica conserva, aunque erosionada, una gran riqueza escultórica. Los capiteles combinan los motivos vegetales con los historiados, entre ellos motivos zoomorfos y figuras humanas.
El resto del templo es fruto de diversas reformas con el paso del tiempo, llevándose a cabo la última a comienzos del siglo XX. Destaca un pórtico que oculta y a la vez protege la portada principal, así como una voluminosa espadaña.
Gaspar Melchor de Jovellanos menciona esta iglesia en su recorrido de vuelta a Gijón desde las zonas de Langreo y Siero, a donde se había desplazado para estudiar las posibilidades del carbón mineral a finales del siglo XVIII.